# Yoakum
Yoakum és una població dels Estats Units a l'estat de Texas. Segons el cens del 2000 tenia 5.731 habitants.

## Demografia
Segons el cens del 2000, Yoakum tenia 5.731 habitants, 2.156 habitatges, i 1.515 famílies. La densitat de població era de 485,3 habitants per km².
Dels 2.156 habitatges en un 35,7% hi vivien nens de menys de 18 anys, en un 49,3% hi vivien parelles casades, en un 15,7% dones solteres, i en un 29,7% no eren unitats familiars. En el 26,8% dels habitatges hi vivien persones soles el 15% de les quals corresponia a persones de 65 anys o més que vivien soles. El nombre mitjà de persones vivint en cada habitatge era de 2,61 i el nombre mitjà de persones que vivien en cada família era de 3,15.
Per edats la població es repartia de la següent manera: un 29,1% tenia menys de 18 anys, un 9% entre 18 i 24, un 24,8% entre 25 i 44, un 19,8% de 45 a 60 i un 17,2% 65 anys o més.
L'edat mediana era de 35 anys. Per cada 100 dones de 18 o més anys hi havia 85 homes.
La renda mediana per habitatge era de 25.680 $ i la renda mediana per família de 30.556 $. Els homes tenien una renda mediana de 23.226 $ mentre que les dones 15.594 $. La renda per capita de la població era de 14.835 $. Aproximadament el 16% de les famílies i el 20,6% de la població estaven per davall del llindar de pobresa.

## Poblacions més properes
El següent diagrama mostra les poblacions més properes.